# Hexatoma preposita
Hexatoma preposita är en tvåvingeart som beskrevs av Alexander 1956. Hexatoma preposita ingår i släktet Hexatoma och familjen småharkrankar. Inga underarter finns listade i Catalogue of Life.